# 野間吐史
野間 吐史（のま とし、1953年 - ）は、日本の漫画家・アニメーター。大阪府出身。本名は野間 敏徳（のま としのり）。
永島慎二に師事しながら、漫画家として週刊少年ジャンプやガロで活躍する。その後、手塚プロダクションに入社し、アニメーターとして「鉄腕アトム」「火の鳥」の演出・作画監督を経験する。フリーとなってからはグルーパープロダクションやマジックバスの作品を中心に参加。
現在は日本工学院専門学校蒲田校講師をしながら、自ら主宰する「パロマ舎」にて豆本を手掛けている。

## 漫画賞受賞歴
- 1973年「ガロ」漫画賞入選（ねぼけ堂異聞）
- 1975年第9回手塚賞佳作（イカズチ山の大事件）
- 第10回手塚賞準入選（未来からきた御先祖さま）
- 1976年第11回手塚賞佳作（鐘馗館の大決闘）
- 第12回手塚賞準入選（たったふたりの反乱）

## 作品リスト
- クレクレタコラ（小学一年生 1973年11月号 - 1974年3月号連載）
- 風の未来っぺ(４年の学習 -- 1974年連載)
- 未来から来たご先祖さま（週刊少年ジャンプ 1976年2号読み切り）
- たったふたりの反乱 （少年ジャンプ増刊　1977年1月15日増刊読み切り）
- アンナの日記 （ヤングジャンプ　1979年5号(8月2日号)読み切り）
- 怪奇!真夏の夜話 （週刊少年ジャンプ 1977年35号 - 1977年41号連載）
- 食客奇人譚（ガロ 1973年12月号）

## 師匠
- 永島慎二